# Axel Harnack (matematiker)
Carl Gustav Axel Harnack, född den 7 maj 1851 i Dorpat, död den 3 april 1888 i Dresden, var en tysk matematiker, son till Theodosius Harnack, tvillingbror till Adolf von Harnack. 
Harnack var verksam som professor vid de tekniska högskolorna i Darmstadt (1876—77) och Dresden; hans viktigaste matematiska undersökningar angår Fourierska följder och funktioner av en reell variabel. 
Av hans verk kan nämnas Elemente der Differential- und Integrairechnung (1881) och Grundlagen der Theorie des logarithmischen Potentials und der Potentialfunktion in der Ebene (1888).